# U 714
U 714 war ein deutsches U-Boot vom Typ VII C der ehemaligen Kriegsmarine im Zweiten Weltkrieg.

## Bau und Indienststellung
Es wurde am 29. Dezember 1941 bei H. C. Stülcken Sohn in Hamburg auf Kiel gelegt. Am 13. November 1942 erfolgte der Stapellauf. Am 10. Februar 1943 wurde U 714 von Oberleutnant Hans-Joachim Schwebcke, einem nach Deutschland entkommenen Besatzungsmitglied der Admiral Graf Spee, in Dienst gestellt. Wie viele deutsche U-Boote seiner Zeit trug auch U 714 ein bootsspezifisches Zeichen am Turm. Es handelte sich um den sogenannten „Stier von Scapa Flow“, der auch das Zeichen der 7. U-Flottille war, der das Boot ab August 1943 angehörte. Die stilisierte Zeichnung eines angreifenden Stieres basierte auf einer bekannten Karikatur, die von Engelbert Endrass variiert und am Turm von U 47 angebracht worden war. Endrass war 1. Wachoffizier des Bootes, mit dem Günther Prien den britischen Flottenstützpunkt angegriffen hatte. Nach Priens Tod war der „Stier von Scapa Flow“ zum Symbol der 7. U-Flottille geworden. Neben U 607 und U 47 führten über fünfzig weitere U-Boote der deutschen Kriegsmarine dieses Zeichen am Turm.

## Einsatz und Geschichte
Das Boot gehörte von seiner Indienststellung bis zum 31. Juli 1943 zwecks Ausbildung zur 5. U-Flottille in Kiel, vom 1. August 1943 bis 10. November 1944 zur 7. U-Flottille in Saint-Nazaire und vom 11. November 1944 bis zu seiner Versenkung zur 33. U-Flottille in Flensburg.

### Unternehmungen
Zu seiner ersten Unternehmung lief U 714 am 13. Oktober 1943 aus Trondheim in den Nordatlantik aus. Am 8. November wurde das Boot von einem nicht identifizierten Flugzeug angegriffen, erlitt aber keine Beschädigungen. U 714 kehrte am 2. Dezember nach Lorient zurück, ohne dass es zu weiteren Vorkommnissen gekommen war. Bei seiner am 20. Januar begonnenen zweiten Unternehmung barg das Boot westlich der Hebriden auf der Position 58° 17′ N, 13° 22′ W die Besatzung des durch einen Luftangriff beschädigten Bootes U 545, das anschließend versenkt wurde. Am 25. Februar lief das Boot in Saint-Nazaire ein. Eine dritte, ereignislose Unternehmung begann am 6. Juni und endete am 15. Juni 1944 in La Pallice. Ohne besondere Vorkommnisse verliefen auch die vierte Unternehmung (27. August bis 20. Oktober 1944), nach der das Boot in Farsund (Norwegen) einlief, ebenso eine fünfte, in Flensburg endende Unternehmung (23. bis 28. Oktober 1944).

### Versenkung
Im Februar 1945 wurde U 714 nach Horten (Norwegen) verlegt, wo es am 3. März zu seiner sechsten und letzten Unternehmung auslief. Am 10. März 1945 versenkte das U-Boot vor Dundee (Schottland) auf der Position 56° 0′ N, 2° 0′ W den zur Eskorte des Konvois FS 1753 gehörenden, aber einzeln fahrenden Minensuch-Trawler Nordhav II (FY 1906) (425 BRT) der norwegischen Exilmarine. Von den 23 Besatzungsmitgliedern konnten 17 gerettet werden. Am 14. März 1945 versenkte U 714 vor St. Abbey Head, Firth of Forth, Schottland, auf der Position 55° 52′ N, 1° 59′ W den zu dem Konvoi FS 1756 gehörenden schwedischen Frachter Magne (1.226 BRT). Von den 21 Männern an Bord überlebten 11. Die Besatzung der südafrikanischen Fregatte HMSAS Natal ortete das U-Boot mit Asdic, als sie zur Hilfestellung an die Untergangsstelle lief, und versenkte es mit seinen Squid-Wasserbombenwerfern auf der Position 55° 57′ N, 1° 57′ W. Hierbei starben alle 50 Besatzungsmitglieder. Die Natal konnte kaum als einsatzfähig gelten, da sie erst wenige Tage zuvor in Dienst gestellt worden und ihre Besatzung zu diesem Angriff erstmals überhaupt aus dem Hafen ausgelaufen war. Deshalb erregte der Versenkungserfolg erhebliche Aufmerksamkeit und brachte Schiff und Besatzung mehrere Auszeichnungen ein. Der britische Zerstörer HMS Wivern reklamierte eine Beteiligung an der Versenkung, was von Fachleuten jedoch abgelehnt wird.

### Verbleib
Das Wrack von U 714 wurde im Herbst 2006 durch eine britische Tauchergruppe entdeckt, die die GPS-Koordinaten geheim hielt, um Plünderungen zu vermeiden. Ursprünglich wurde es für das weiter südlich in tieferem Wasser liegende britische Boot H11 gehalten. Im April 2007 gelang es dem Wracktauchexperten Innes McCartney, das U-Boot zu identifizieren. Das in über 60 m Tiefe liegende und damit nur für Technische Taucher erreichbare Wrack soll in drei Teile zerbrochen sein, wurde aber von McCartney intakt und weitgehend ohne Beschädigungen vorgefunden (“the wreck is very intact showing little battle damage”). Der Rumpf ist dicht mit Weichkorallen bewachsen. 2008 stellte die britische Regierung das U-Boot unter dem Protection of Military Remains Act von 1986 als Protected Place unter Schutz. Damit ist es für Taucher zwar erlaubt, das Wrack zu betrachten, das Sammeln von Souvenirs, das Vornehmen von Bergungen oder das Eindringen in das Innere ist jedoch verboten. Maßgeblich an der Kampagne zur Unterschutzstellung des Wracks beteiligt waren Roger Williams, ein ehemaliges Besatzungsmitglied der HMSAS Natal und Axel Schwebcke, ein Sohn des U-Boot-Kommandanten Hans-Joachim Schwebcke.